# Gatlinburg
Gatlinburg è una città degli Stati Uniti d'America, situata nello Stato del Tennessee, nella contea di Sevier, della quale è il capoluogo.
Si tratta di una località turistica situata nel Parco nazionale delle Great Smoky Mountains.